# هوارة أولاد رحو
هوارة أولاد رحو قرية وجماعة قروية مغربية شمال شرق المملكة، تنتمي إلى إقليم جرسيف، التابعة لجهة الشرق، تضم جماعة هوارة أولاد رحو 32.866 نسمة (إحصاء 2004).

## دواوير الجماعة
- الجل 3